# Steve Jones (athlétisme)
Pour les articles homonymes, voir Steve Jones et Jones.
Stephen Henry Jones (né le 4 août 1955 à Tredegar au Pays de Galles) est un athlète britannique spécialiste des courses de fond. En 1984, il remporte le marathon de Chicago, établissant une nouvelle marque mondiale de la discipline en 2 h 8 min 05 s, abaissant ainsi le record du monde appartenant à l'Australien Robert De Castella de 13 secondes. Il établit un nouveau record du Royaume-Uni du marathon le 20 octobre 1985 au marathon de Chicago avec un chrono de 2 h 7 min 13 s en remportant de nouveau l'épreuve.
Il détient le record britannique masculin du marathon de Londres entre 1985 et 2018 en 2 h 8 min 16 s. Ce record a été battu le 22 avril 2018 par Mo Farah avec une performance de 2 h 6 min 21 s (qui est, par ailleurs, l'actuel record du Royaume-Uni du marathon).